# Podborek (Pysznica)
Podborek – część wsi Pysznica w Polsce położona w województwie podkarpackim, w powiecie stalowowolskim, w gminie Pysznica.
W latach 1975–1998 Podborek administracyjnie należał do województwa tarnobrzeskiego.